# Busson
Busson ist eine französische Gemeinde mit 46 Einwohnern (Stand: 1. Januar 2022) im Département Haute-Marne in der Region Grand Est (vor 2016 Champagne-Ardenne). Sie gehört zum Arrondissement Chaumont und zum Kanton Poissons. Die Einwohner werden Bussonais genannt.

## Geographie
Busson liegt etwa 35 Kilometer nordnordöstlich von Chaumont. Umgeben wird Busson von den Nachbargemeinden Épizon im Norden, Leurville im Osten, Reynel im Süden sowie Roches-Bettaincourt im Westen.

## Bevölkerungsentwicklung
| Jahr                       | 1962 | 1968 | 1975 | 1982 | 1990 | 1999 | 2006 | 2011 | 2020 |
| -------------------------- | ---- | ---- | ---- | ---- | ---- | ---- | ---- | ---- | ---- |
| Einwohner                  | 60   | 72   | 54   | 45   | 42   | 36   | 42   | 41   | 43   |
| Quellen: Cassini und INSEE |      |      |      |      |      |      |      |      |      |

## Sehenswürdigkeiten
- Kirche Saint-Maurice
- Klosterruine von Benoîtevaux (auch Kloster Valbenoît), Zisterzienserinnenkloster, 1198 gegründet, 1790 geschlossen
- Wasserturm